# فنادق ايمبيسي سويتز
فنادق ايمبيسي سويتز (بالإنجليزية: Embassy Suites Hotels)‏، تأسست في 1984. وهي سلسلة من الأجنحة الفندقية الراقية، وعلامة تجارية لشركة هيلتون العالمية. واعتبارا من 22 فبراير 2011، كانت سلسة ايمبيسي سويتز تضم هناك 200 فندق في الولايات المتحدة، بالإضافة إلى 8 فنادق دولية. . وعلى غرار العلامات التجارية الأخرى من هيلتون، فإن معظم فنادق ايمبيسي سويتز مستقل وتملك من أفراد، ويتم تشغيلها عن طريق الامتياز، مع وجود عدد قليل من الفنادق مملوك ويدار من قبل الشركة. وتنافس فنادق ايمبيسي سويتز كل من أجنحة كامبريا، وأجنحة سبرينغ من ماريوت.

## معرض صور

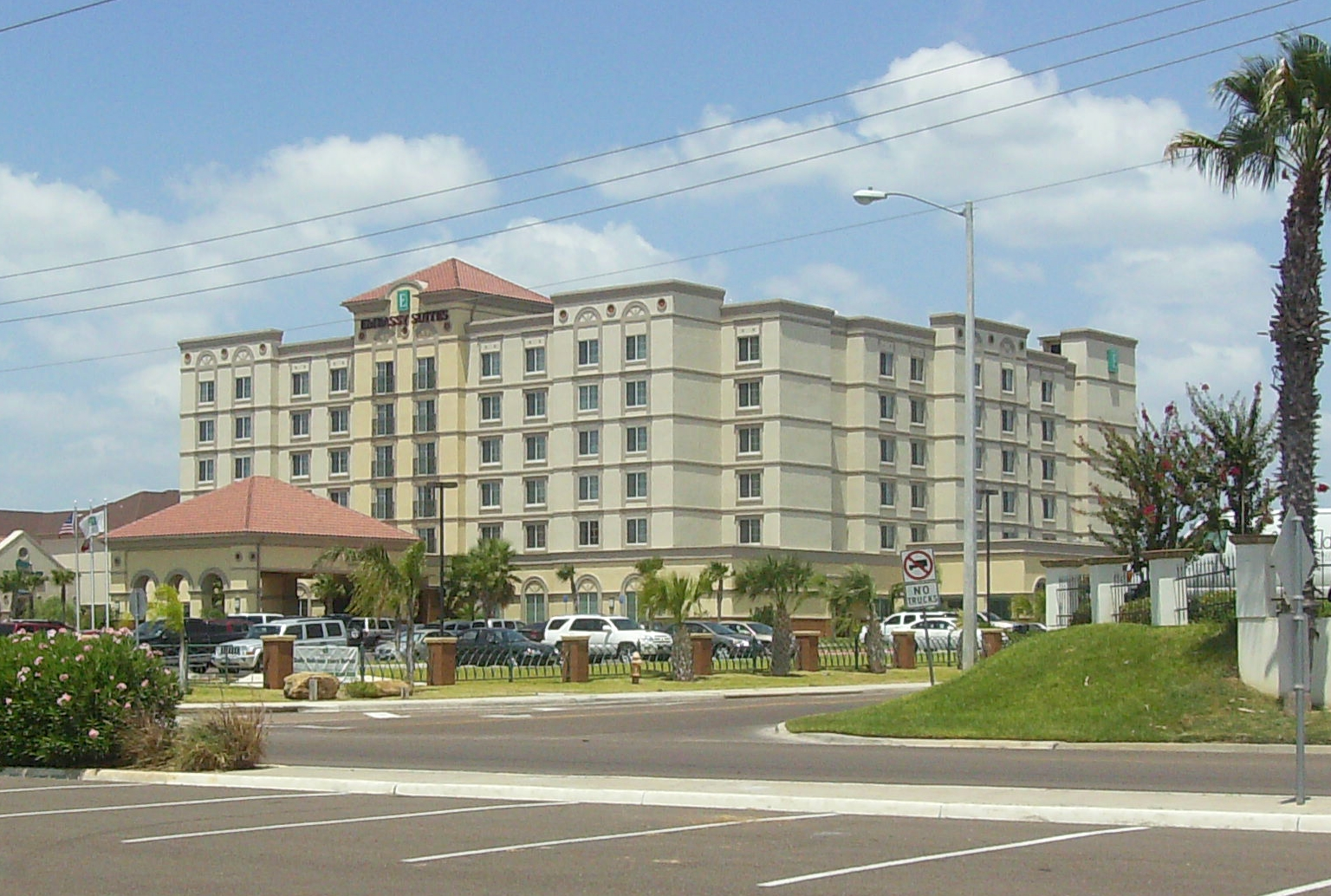
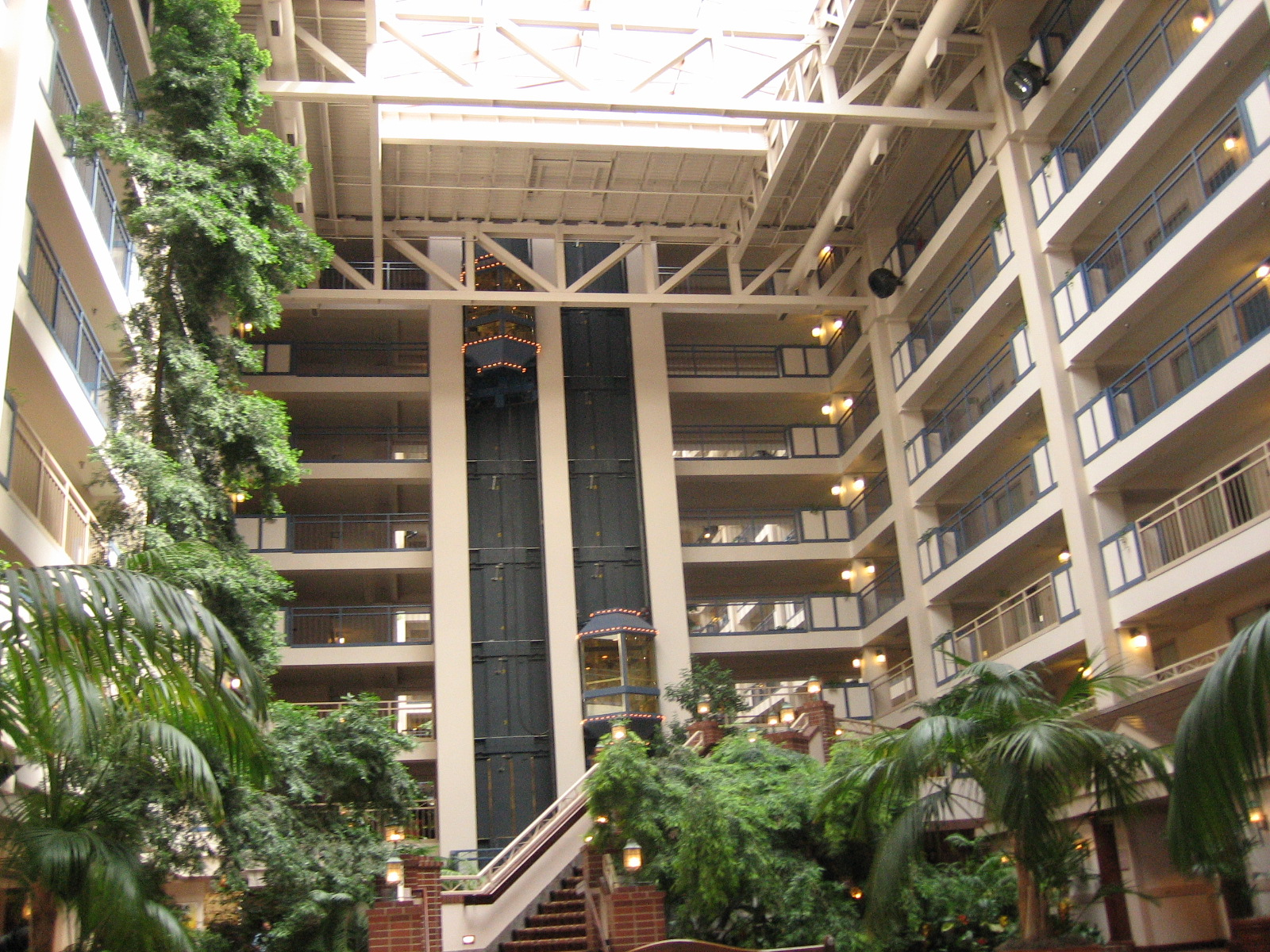
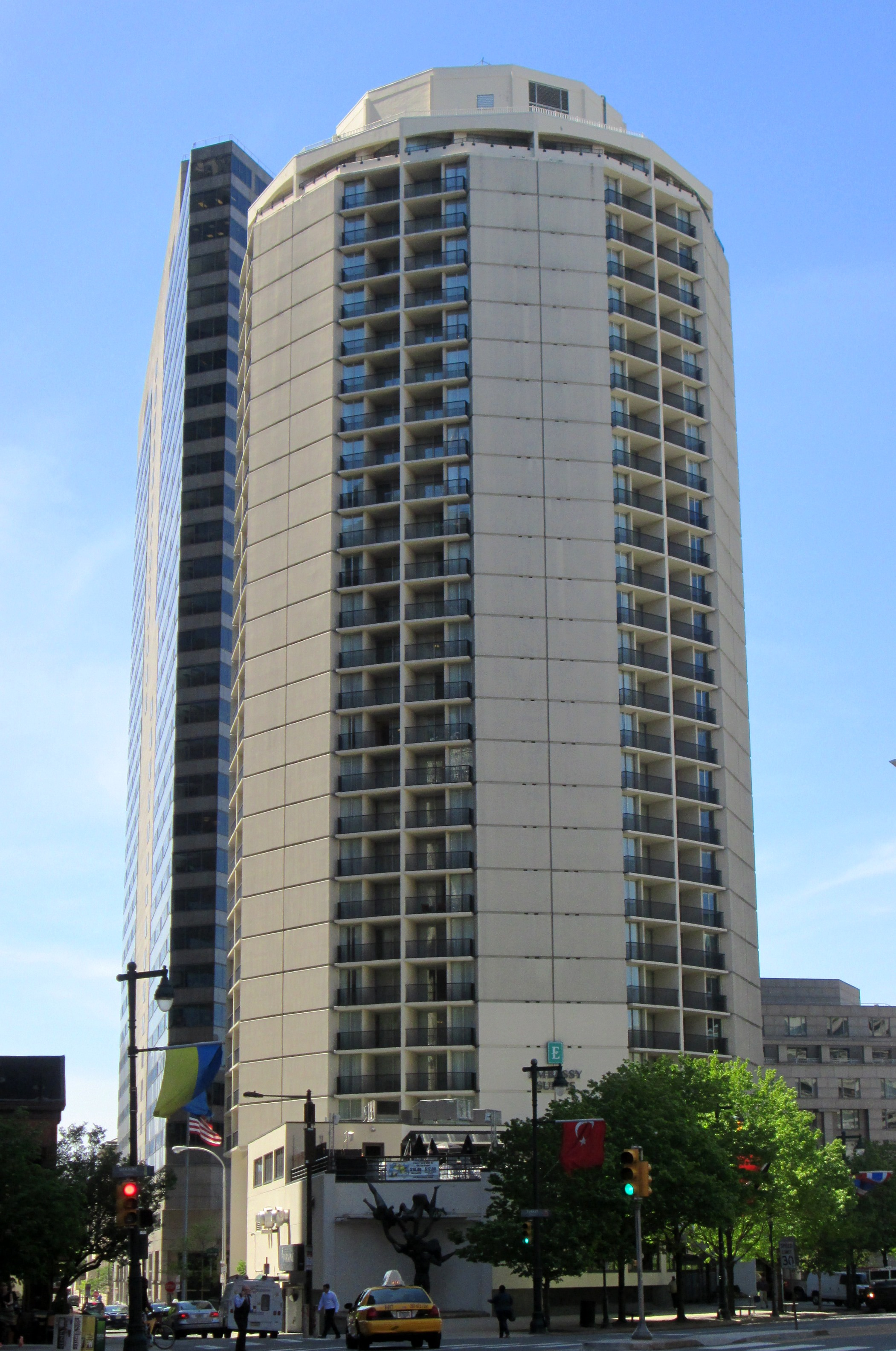
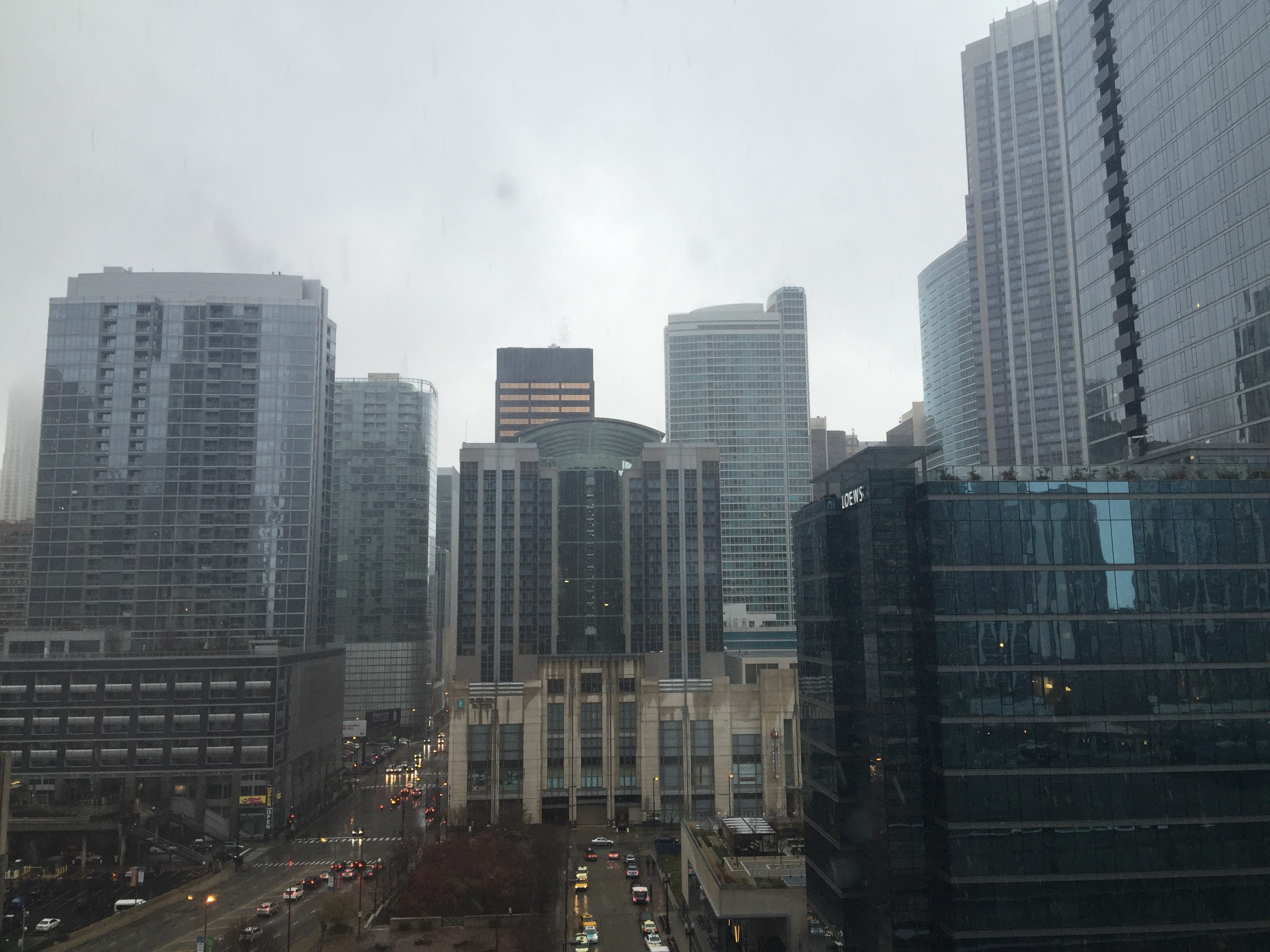
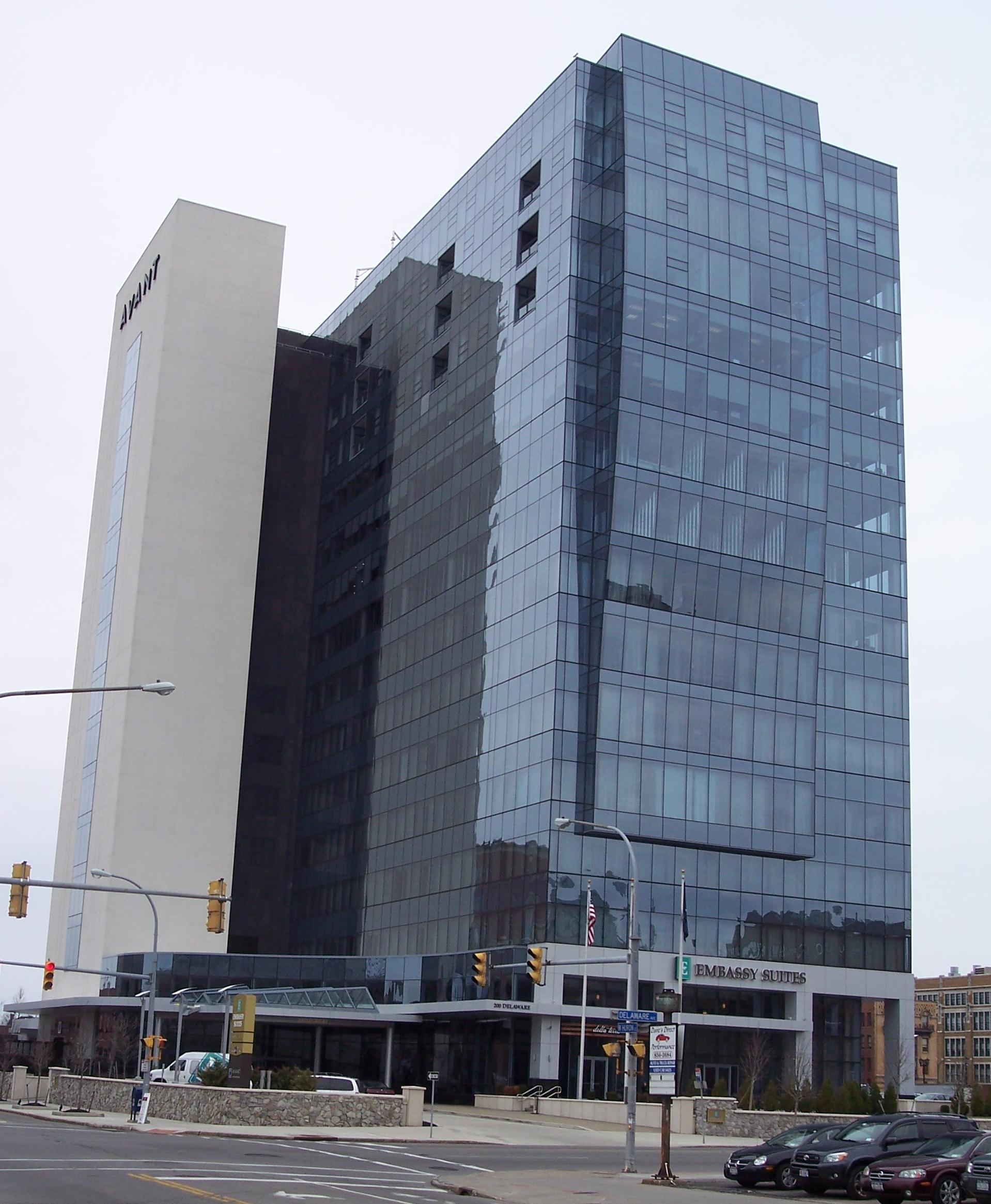
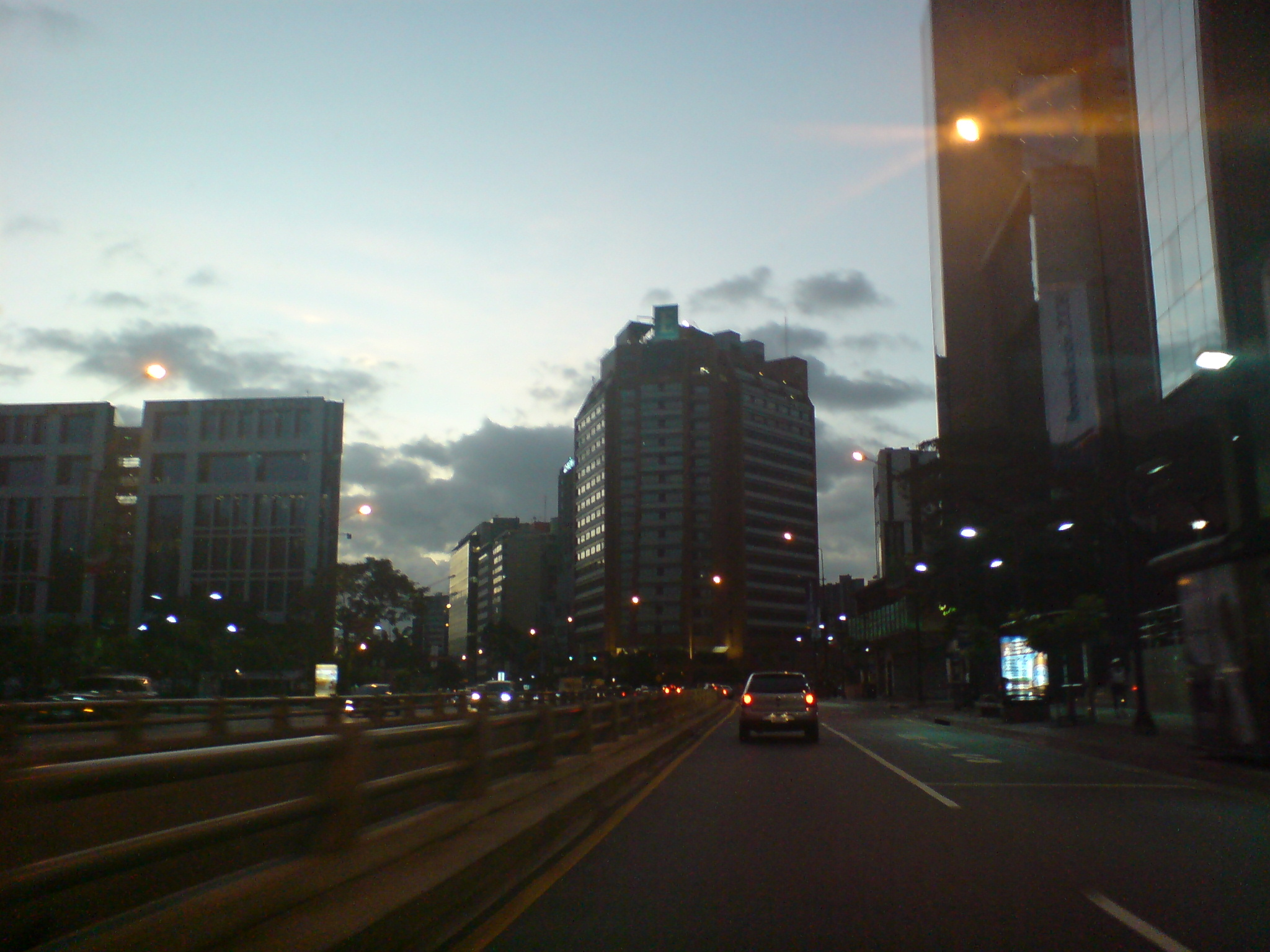

## وصلات خارجية
- الموقع الإلكتروني